# Betelnut Beauty
Betelnut Beauty (Ai ni ai wo) è un film del 2001 diretto da Cheng-sheng Lin.